# Fuad Aslanov
Fuad Aslanov (* 2. Januar 1983 in Sumqayıt) ist ein aserbaidschanischer Ringrichter und ehemaliger Boxer im Fliegengewicht.
Er erreichte das Viertelfinale der Europameisterschaften 2004 in Kroatien und den zweiten Platz bei der europäischen Olympiaqualifikation 2004 in Schweden, wobei ihm auch ein Sieg gegen Vincenzo Picardi gelang. Bei den Olympischen Spielen 2004 in Athen setzte er sich gegen Georges Jouvin (Madagaskar), Nikoloz Izoria (Georgien) und Andrzej Rżany (Polen) durch und erreichte das Halbfinale. Dort unterlag er Jérôme Thomas (Frankreich) und gewann somit eine Bronzemedaille.